# Растоака (Бакау)
Растоака (рум. Răstoaca) насеље је у Румунији у округу Бакау у општини Ракачуни. Oпштина се налази на надморској висини од 118 m.

## Становништво
Према подацима из 2002. године у насељу је живело 100 становника, од којих су сви румунске националности.